# 阿基米德式螺旋抽水机

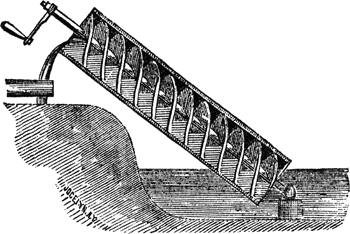
阿基米德式螺旋抽水機。

阿基米德式螺旋抽水机（英語： 或），是一種水泵，應用螺旋機制，藉著螺旋曲面繞著旋轉軸做旋轉運動，將水從低處傳輸至高處。它也是历史上第一个将水从低处传往高处，用于灌溉的机械。
雖然有證據顯示這機械可能是從埃及流傳過來的。但是历史学者普遍認為出於希腊化时期发明家阿基米德在大約西元前234年的发明。至今这种机器仍在埃及及欧洲部分地区被实际应用。現代化學工業也會使用它來處理黏稠的液體。